# ローラ・T700

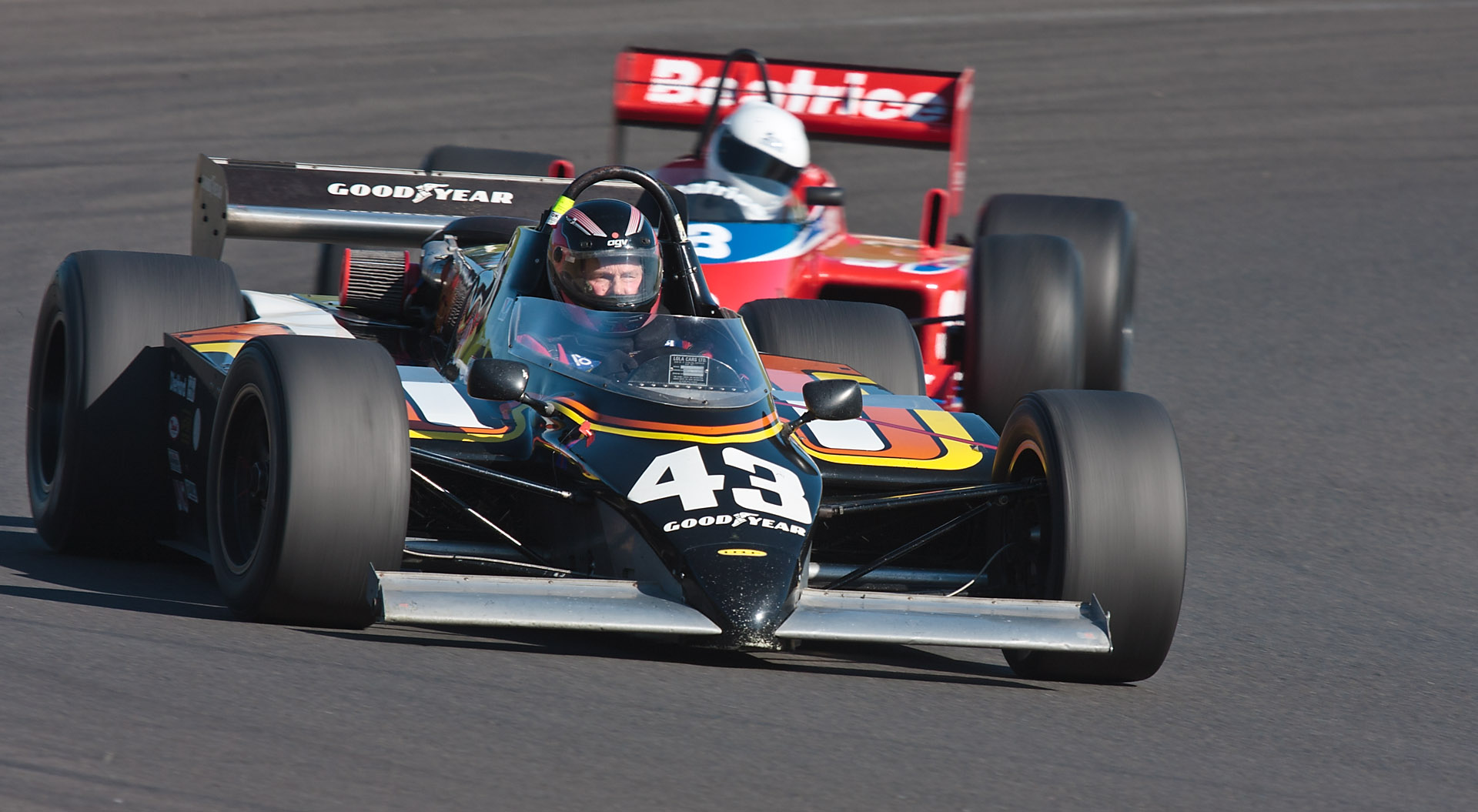
ローラ・T700

ローラ・T700 (Lola T700) は、ローラが設計・製造したオープンホイールレーシングカーである。1983年のインディカー・シーズンで使用された。エンジンは700 hp (520 kW) 発生するフォード・コスワース DFXを搭載していた。マリオ・アンドレッティのドライビングでロード・アメリカとシーザーズ・パレスで勝利を挙げた。3モデルのみ生産された。アンドレッティがシーズンを通して6回表彰台を獲得し、133ポイントでランキング3位で終えた。